# Ooievaarachtigen
Ooievaarachtigen (orde Ciconiiformes) zijn een orde van vogels. De orde telt 1 familie, 6 geslachten en 19 soorten.
Traditioneel behoorden vele families tot deze orde, onder andere de reigers. Dit is nu niet meer zo, want volgens recente taxonomische inzichten bestaat de orde nog maar uit één familie:
- Ooievaars (Ciconiidae)

## Taxonomie van de Ciconiidae en verwante groepen
Welke vogels er precies wel of niet tot deze orde behoren is een twistpunt in de taxonomie van de vogels, omdat in de vroege DNA-gebaseerde indeling de orde bijzonder sterk werd uitgebreid met groepen die er traditioneel niet in thuishoorden. Zij gebruiken de term "Ciconii" voor de Ciconiiformes zoals die hier gebruikt wordt.

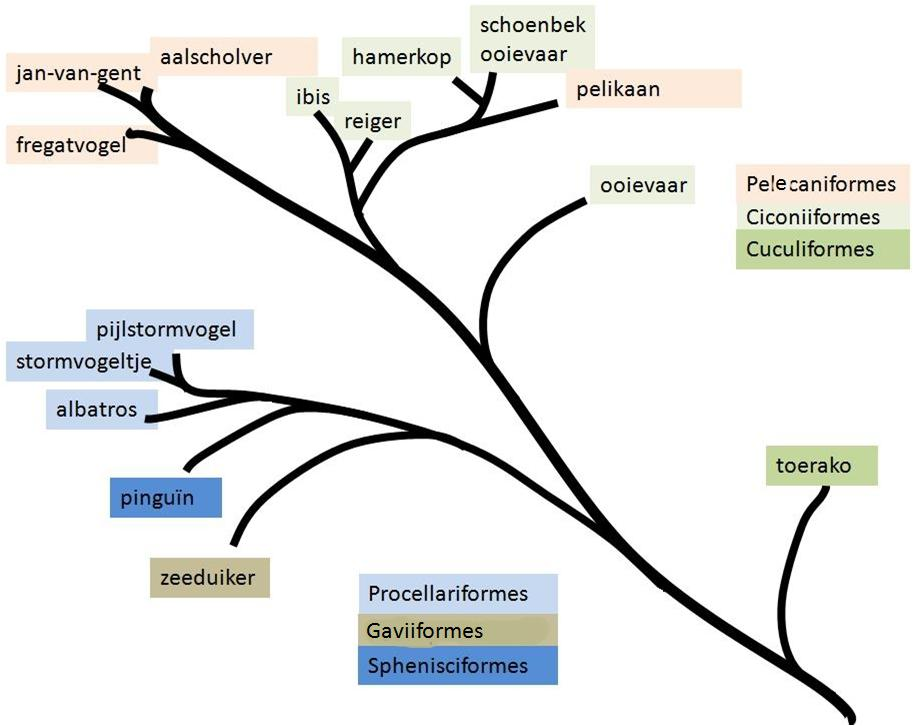
De 'watervogels' volgens Hackett et al (2008)

In het latere werk van Hackett, dat op veel meer genetische gegevens gebaseerd is met veel betere technieken zowel in biochemisch als in statistische zin, blijft deze grootschalige uitbreiding grotendeels overeind. Er zijn echter ook wijzigingen. De gieren van de Nieuwe Wereld (Cathartidae) blijken bijvoorbeeld toch gewoon aan de gieren en arenden (havikachtigen) verwant en de roofvogels zijn geen nauwe verwanten van de ooievaarachtigen. De flamingo's - altijd al een omstreden groep - zijn waarschijnlijk ook in het geheel niet verwant. Andere groepen zee- en watervogels zijn dat echter wel. Zo blijken ooievaars verwant aan de pelikanen en een aantal van hun verwanten op een manier die de Ciconiiformes en de Pelecaniformes versmelt tot een nieuw geheel. Samen met een aantal andere water- en oceaanvogels vormen zij een taxonomisch gezien elegante supergroep: de watervogels. Zowel statistisch als genetisch is deze indeling zeer waarschijnlijk. Een opmerkelijke conclusie van het DNA-werk is echter dat de toerako's, een groep landvogels uit Afrika die altijd moeilijk te plaatsen was maar meestal in de Cuculiformes gezet werd een zustergroep van deze 'watervogels' zouden zijn.
Accipitriformes (roofvogels en gieren, exclusief valken) · Aegotheliformes (dwergnachtzwaluwen) · Anseriformes (eendachtigen) · Apodiformes (gierzwaluwen en kolibries) · Apterygiformes (kiwi's) · Bucerotiformes (neushoornvogels) · Caprimulgiformes (nachtzwaluwen) · Cariamiformes (seriema's) · Casuariiformes (kasuarissen en emoe) · Charadriiformes (steltloperachtigen) · Ciconiiformes (ooievaarachtigen) · Coliiformes (muisvogels) · Columbiformes (duiven) · Coraciiformes (scharrelaars) · Cuculiformes (koekoekachtigen) · Eurypygiformes (kagoe en zonneral) · Falconiformes (valken en caracara’s) · Galliformes (hoenderachtigen) · Gaviiformes (duikers) · Gruiformes (kraanvogelachtigen) · Leptosomiformes (koerol) · Mesitornithiformes (steltrallen) · Musophagiformes (toerako's) · Nyctibiiformes (reuzennachtzwaluwen) · Opisthocomiformes (hoatzin) · Otidiformes (trappen) · Passeriformes (zangvogels) · Pelecaniformes (pelikanen, reigerachtigen, ibissen en lepelaars) · Phaethontiformes (keerkringvogels) · Phoenicopteriformes (flamingo's) · Piciformes (spechtachtigen) · Podargiformes (kikkerbekken) · Podicipediformes (futen) · Procellariiformes (buissnaveligen) · Psittaciformes (papegaaiachtigen) · Pterocliformes (zandhoenders) · Rheiformes (nandoes) · Sphenisciformes (pinguïns) · Steatornithiformes (vetvogel) · Strigiformes (uilen) · Struthioniformes (loopvogels o.a. struisvogel) · Suliformes (slangenhalsvogels, fregatvogels, aalscholvers en janvangenten) · Tinamiformes (stuithoenders) · Trogoniformes (trogons)

 Portaal Vogels · Indeling van de vogels